# Elisabeth Entz
Die Elisabeth Entz wurde 1961 von der AG Weser für die Reederei Thomas Entz Tanker als Tank-Schüttgutfrachter gebaut.

## Geschichte
Die Partenreederei „Elisabeth Entz“ in Rendsburg gehörte zur Reederei Thomas Entz Tanker, eine Tochter der Reederei Zerssen. Sie bestellte 1960 bei der AG-Weser das Erz-Ölschiff, das am 29. Juli 1961 seine Probefahrt absolvierte und anschließend abgeliefert wurde.
Erz-Ölschiffe, allgemein als OBO bezeichnet, konnten die Hin- und Rückfahrt bei geeigneten Fahrtgebieten mit Ladung absolvieren, hingegen fuhren die Tanker sowie auch die Erzfrachter die Rückreise in Ballast.
Das Schiff ging 1971 an die Reederei Trade Tankers Inc. und fuhr danach als Trade Endeavor mit Heimathafen Monrovia unter liberianischer Flagge. Ab 1977 lief es unter griechischer Flagge mit Heimathafen Piräus. Am 24. November 1981 wurde die Trade Endeavor zur Verschrottung in Gadani auf den Strand gesetzt und anschließend von dem Unternehmen Habib Maritime verschrottet.

## Schiffsbeschreibung
Die Elisabeth Entz hatte eine Länge Lpp von 202 m und Breite von 27,4 m. Sie war als Erzfrachter mit 24.457 BRT und als Tanker mit 24.461 BRT vermessen und hatte eine Tragfähigkeit von 36.260 tdw. Die von der AG Weser gebaute Getriebeturbine hatte 10.297 kW, verlieh dem Schiff eine Nenngeschwindigkeit von 15,75 kn und die Kessel zur Dampferzeugung verbrauchten dabei 75 t Heizöl am Tag. Zur Stromerzeugung dienten zwei Turbogeneratoren zu je 750 kVA und zwei Dieselgeneratoren zu je 156 kVA.